# Médiateur de la République (Côte d'Ivoire)
Pour les articles homonymes, voir Médiateur de la République.
La fonction de médiateur de la République est similaire à celle d’un ombudsman. Elle a été instituée par la loi no 2000-513 du 1er août 2000 portant constitution de la 2e république de la Côte d'Ivoire et instituant un organe de médiation dénommé : le médiateur de la République. Cette fonction est le prolongement de celle assurée précédemment par le grand médiateur de l’organe présidentiel de médiation (OPREM), créé par le décret n° 95-816 du 29 septembre 1995. Identifié par son premier grand médiateur comme la 125e institution de ce genre dans le monde, l’OPREM a été la 85e médiature en Afrique.
L'actuel médiateur de la République est Adama Toungara.

## Présentation
Le médiateur de la République est un organe de médiation créé par la Constitution. À l’image du médiateur français, le médiateur de la République de Côte d’Ivoire est une autorité administrative indépendante, chargée d’une mission de service public, plus précisément d’assurer la médiation entre l’administration et les administrés, mais également entre les administrés eux-mêmes, en vue d’harmoniser les rapports de ceux-ci.

## Pouvoirs et prérogatives
Le médiateur de la République ne reçoit d’instruction d’aucune autorité. Il est nommé par le président de la République, après avis du président de l’Assemblée nationale, pour un mandat de six ans non renouvelable. Il ne peut être mis fin à ses fonctions avant l’expiration de ce délai qu’en cas d’empêchement constaté par le Conseil constitutionnel, saisi par le président de la République. Le médiateur de la République ne peut être poursuivi, recherché, arrêté, détenu ou jugé à l’occasion des opinions ou des actes émis par lui dans l’exercice de ses fonctions.
Les fonctions de médiateur de la République sont incompatibles avec l’exercice de toute fonction politique, de tout autre emploi public ou de toute activité professionnelle.

## Médiateurs de la République de Côte d’Ivoire

### Mathieu Ekra
Mathieu Ekra est le premier médiateur de Côte d'Ivoire, de 2000 à 2011. Âgé et de santé fragile, il délègue à partir de 2006 régulièrement à ses suppléants, Lamine Ouattara et Jean Konan Pauquoud, y compris pour la transmission de la charge le vendredi 9 septembre 2011.

### N'Golo Coulibaly
N'Golo Fatogoma Coulibaly, ancien ministre de l'Économie et des Finances, est nommé par décret le 22 juillet 2011 et prête serment le 1er septembre suivant.